# 拼音文字
拼音文字是表音文字的一种，用符号（字母）表示语音。现代世界各国所用的文字多数是拼音文字，如英文、法文、德文等。大部分中國少数民族所用的文字，如藏文、蒙文、维吾尔文、壮文等也是拼音文字。
拼音文字和音节文字的区别在於，音节文字的一个字位表示一个音节，如日文假名，而拼音文字的一个字位只表示音节的一部分。

## 語音類別
根据字位所表示的语音单位，拼音文字可以分成以下几类：
- 半音节文字：一个字位所表示的语音单位介于音节和音位之间，如注音符號
- 元音附标文字和辅音音素文字：一个字位表示一个音位，但元音和辅音区别对待
- 全音素文字：一个字位表示一个音位

現今絕大多數文字系統都屬於拼音文字，目前使用最多的拼音文字系統是拉丁字母。

## 另請參見
- 意音文字
- 字母的歷史